# Landtagswahlkreis Segeberg-West
Der Landtagswahlkreis Segeberg-West (Wahlkreis 25; 2012: 26; bis 2009: 29) ist ein Landtagswahlkreis in Schleswig-Holstein. Er umfasst vom Kreis Segeberg die Städte Bad Bramstedt und Kaltenkirchen, die amtsfreien Gemeinden Ellerau und Henstedt-Ulzburg, das Amt Kaltenkirchen-Land, vom Amt Bad Bramstedt-Land die Gemeinden Armstedt, Bimöhlen, Borstel, Föhrden-Barl, Fuhlendorf, Hagen, Hardebek, Hasenkrug, Heidmoor, Hitzhusen, Mönkloh, Weddelbrook und Wiemersdorf sowie vom Amt Kisdorf die Gemeinden Hüttblek, Sievershütten, Struvenhütten und Stuvenborn. Der Wahlkreis ist eine Hochburg der CDU, die ihn seit seiner Errichtung 1971 nur dreimal (1988, 1992 und 2000) nicht gewinnen konnte.

## Landtagswahl 2022
| Gegenstand der Nachweisung | Gegenstand der Nachweisung | Erst- stimmen | Erst- stimmen | Zweit- stimmen | Zweit- stimmen |
| Bewerber                   | Partei                     | Anzahl        | %             | Anzahl         | %              |
| -------------------------- | -------------------------- | ------------- | ------------- | -------------- | -------------- |
| Wahlberechtigte            | Wahlberechtigte            | 74.108        | 74.108        | 74.108         | 74.108         |
| Wähler                     | Wähler                     | 43.787        | 43.787        | 43.787         | 43.787         |
| Ungültige Stimmen          | Ungültige Stimmen          | 546           | 1,2           | 247            | 0,6            |
| Gültige Stimmen            | Gültige Stimmen            | 43.241        | 98,8          | 43.540         | 99,4           |
| davon                      |                            |               |               |                |                |
| Ole-Christopher Plambeck   | CDU                        | 19.835        | 45,9          | 20.470         | 47,0           |
| Stefan Weber               | SPD                        | 8.608         | 19,9          | 6.431          | 14,8           |
| Wolfram Zetzsche           | GRÜNE                      | 6.999         | 16,2          | 6.988          | 16,0           |
| Stephan Holowaty           | FDP                        | 3.030         | 7,0           | 3.144          | 7,2            |
| Julian Flak                | AfD                        | 2.543         | 5,9           | 2.322          | 5,3            |
| Holger Weihe               | DIE LINKE                  | 879           | 2,0           | 582            | 1,3            |
| –                          | SSW                        | –             | –             | 1.731          | 4,0            |
| –                          | PIRATEN                    | –             | –             | 113            | 0,3            |
| Julia Glagau               | FREIE WÄHLER               | 1.120         | 2,6           | 350            | 0,8            |
| –                          | Die PARTEI                 | –             | –             | 345            | 0,8            |
| –                          | Z.                         | –             | –             | 51             | 0,1            |
| –                          | dieBasis                   | –             | –             | 533            | 1,2            |
| –                          | Die Humanisten             | –             | –             | 36             | 0,1            |
| –                          | Gesundheitsforschung       | –             | –             | 51             | 0,1            |
| –                          | Tierschutzpartei           | –             | –             | 319            | 0,7            |
| –                          | Volt                       | –             | –             | 74             | 0,2            |
| Astrid Redenius            | FAMILIE                    | 227           | 0,5           | –              | –              |

Der Wahlkreis wird von dem direkt gewählten Wahlkreisabgeordneten Ole-Christopher Plambeck (CDU), der das Mandat seit 2017 innehat, im Landtag vertreten. Die Direktkandidaten von SPD, Stefan Weber, und FDP, Stephan Holowaty, schieden hingegen nach fünf Jahren wieder aus dem Parlament aus, da ihre jeweiligen Listenplätze aufgrund der Verluste ihrer Parteien nicht für den Wiedereinzug ausreichten.

## Landtagswahl 2017
| Direktkandidat           | Partei    | Erststimmen in % | Zweitstimmen in % |
| ------------------------ | --------- | ---------------- | ----------------- |
| Ole-Christopher Plambeck | CDU       | 39,7             | 32,7              |
| Stefan Weber             | SPD       | 32,2             | 27,7              |
| Fritz Bredfeldt          | GRÜNE     | 7,5              | 11,1              |
| Stephan Holowaty         | FDP       | 7,2              | 12,9              |
| Matthias Ziebuhr         | PIRATEN   | 1,1              | 0,9               |
| —                        | SSW       | —                | 2,1               |
| Holger Weihe             | Die Linke | 3,3              | 3,1               |
| Astrid Redenius          | FAMILIE   | 1,4              | 1,1               |
| Rainer Schuchardt        | FW-SH     | 1,0              | 0,8               |
| Jörg Nobis               | AfD       | 6,5              | 6,9               |
| —                        | Sonstige  | —                | 0,7               |

Neben dem neuen Wahlkreisabgeordneten Ole-Christopher Plambeck von der CDU wurden die Direktkandidaten Stefan Weber (SPD), Stephan Holowaty (FDP) und Jörg Nobis (AfD) über die Landeslisten ihrer Parteien in den Landtag gewählt.

## Landtagswahl 2012
Die Landtagswahl 2012 erbrachte folgendes Ergebnis:
| Direktkandidat        | Partei     | Erststimmen in % | Zweitstimmen in % |
| --------------------- | ---------- | ---------------- | ----------------- |
| Volker Dornquast      | CDU        | 40,8             | 32,8              |
| Stefan Weber          | SPD        | 32,6             | 28,1              |
| Peter Strübing        | GRÜNE      | 9,8              | 11,9              |
| Kevin Hasenkamp       | PIRATEN    | 9,1              | 9,7               |
| Katharina Loedige     | FDP        | 5,4              | 9,7               |
| -                     | SSW        | -                | 3,0               |
| Heinz-Michael Kittler | DIE LINKE. | 2,3              | 2,2               |
| -                     | FAMILIE    | -                | 1,2               |
| -                     | NPD        | -                | 0,8               |
| -                     | FW-SH      | -                | 0,6               |
| -                     | MUD        | -                | 0,1               |

Neben dem neuen Wahlkreisabgeordneten Volker Dornquast von der CDU wurde kein weiterer Kandidat aus dem Wahlkreis gewählt. Die bisherige FDP-Abgeordnete Katharina Loedige schied aus dem Landtag aus, da ihr Landeslistenplatz aufgrund der Verluste ihrer Partei nicht ausreichte.

## Landtagswahl 2009
| Direktkandidat    | Partei     | Erststimmen in % | Zweitstimmen in % |
| ----------------- | ---------- | ---------------- | ----------------- |
| Wilfried Wengler  | CDU        | 37,6             | 32,9              |
| Andreas Beran     | SPD        | 26,0             | 22,0              |
| Katharina Loedige | FDP        | 13,7             | 17,9              |
| Erika Wichmann    | GRÜNE      | 10,7             | 11,6              |
| -                 | SSW        | -                | 2,2               |
| Norbert Dachsel   | DIE LINKE. | 5,3              | 5,8               |
| Stephan Neitz     | PIRATEN    | 2,0              | 1,8               |
| -                 | NPD        | -                | 0,9               |
| Peter Kroll       | FW-SH      | 4,1              | 2,9               |
| Gabriele Krämer   | RENTNER    | 0,7              | 0,7               |
| -                 | FAMILIE    | -                | 1,1               |
| -                 | RRP        | -                | 0,1               |
| -                 | IPD        | -                | 0,0               |

Neben dem wiedergewählten Wahlkreisabgeordneten Wilfried Wengler von der CDU wurden Andreas Beran (SPD), der dem Parlament bereits 1995/96, von 2000 bis 2005 und seit 2008 angehört hatte, und erstmals die FDP-Kandidatin Katharina Loedige über die Landeslisten ihrer jeweiligen Partei gewählt.

## Landtagswahl 2005
Die Landtagswahl 2005 ergab folgendes Ergebnisse:
| Gegenstand der Nachweisung | Gegenstand der Nachweisung | Erst- stimmen | Erst- stimmen | Zweit- stimmen | Zweit- stimmen |
| Bewerber                   | Partei                     | Anzahl        | %             | Anzahl         | %              |
| -------------------------- | -------------------------- | ------------- | ------------- | -------------- | -------------- |
| Wahlberechtigte            | Wahlberechtigte            | 66.115        | 66.115        | 66.115         | 66.115         |
| Wähler                     | Wähler                     | 43.470        | 43.470        | 43.470         | 43.470         |
| Ungültige Stimmen          | Ungültige Stimmen          | 1.056         | 2,4           | 500            | 1,2            |
| Gültige Stimmen            | Gültige Stimmen            | 42.414        | 97,6          | 42.970         | 98,8           |
| davon                      |                            |               |               |                |                |
| Andreas Beran              | SPD                        | 16.233        | 38,3          | 15.887         | 37,0           |
| Wilfried Wengler           | CDU                        | 19.498        | 46,0          | 17.748         | 41,3           |
| Joachim Behm               | FDP                        | 3.766         | 8,9           | 3.800          | 8,8            |
| ?                          | GRÜNE                      | 2.917         | 6,9           | 2.490          | 5,8            |
| –                          | SSW                        | –             | –             | 855            | 2,0            |
| ?                          | NPD                        | –             | –             | 923            | 2,1            |
| –                          | FAMILIE                    | –             | –             | 426            | 1,0            |
| ?                          | Übrige                     | –             | –             | 841            | 2,0            |

Neben dem erstmals gewählten Wahlkreisabgeordneten Wilfried Wengler von der CDU schaffte zunächst kein anderer Bewerber den Einzug in den Landtag. Andreas Beran (SPD), der zuvor den aufgelösten Wahlkreis Segeberg-Mitte vertreten hatte verpasste den Wiedereinzug ebenso, wie der bisherige FDP-Abgeordnete Joachim Behm. Beran rückte jedoch im Dezember 2008 für Ulrike Rodust in das Parlament nach.

## Bisherige Abgeordnete
Direkt gewählte Abgeordnete des Wahlkreises Segeberg-West waren:
| Jahr | Direktkandidat              | Partei | Erststimmen in % |
| ---- | --------------------------- | ------ | ---------------- |
| 2022 | Ole-Christopher Plambeck    | CDU    | 45,9             |
| 2017 | Ole-Christopher Plambeck    | CDU    | 39,7             |
| 2012 | Volker Dornquast            | CDU    | 40,8             |
| 2009 | Wilfried Wengler            | CDU    | 37,6             |
| 2005 | Wilfried Wengler            | CDU    | 46,0             |
| 2000 | Gudrun Kockmann-Schadendorf | SPD    | 43,9             |
| 1996 | Roswitha Strauß             | CDU    | 40,4             |
| 1992 | Ingrid Olef                 | SPD    | 41,0             |
| 1988 | Uwe Amthor                  | SPD    | 49,7             |
| 1987 | Kurt Böge                   | CDU    | 48,8             |
| 1983 | Kurt Böge                   | CDU    |                  |
| 1979 | Kurt Böge                   | CDU    | 52,5             |
| 1975 | Kurt Böge                   | CDU    | 55,0             |
| 1971 | Henning Schwarz             | CDU    | 60,3             |